# Thurston Hall

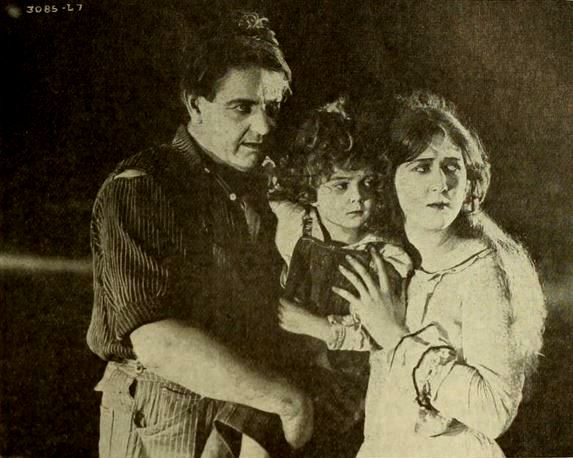
Thurston Hall till vänster i stumfilmen The Unpainted Woman, 1919.

Thurston Hall, född 10 maj 1882 i Boston i Massachusetts, död 20 februari 1958 i Beverly Hills i Kalifornien var en amerikansk skådespelare. Hall medverkade i över 200 amerikanska filmer åren 1915–1957. Under stumfilmseran gjorde han större roller, men när ljudfilmen kom blev det mest biroller.

## Filmografi i urval
- 1915 – The Earl's Adventure
- 1917 – Cleopatra
- 1917 – Kampen om äran
- 1917 – Kärleksbrev
- 1918 – Danserskan från Loo-Loo
- 1918 – Äktenskapsryssjan
- 1918 – Allt vad man kan önska sig
- 1918 – Mockasinernas väg
- 1921 – En moder
- 1935 – Älska mig evigt
- 1935 – Svarta rummet
- 1935 – Metropolitan
- 1935 – Raskolnikov
- 1935 – Den ensamma vargen
- 1936 – Farligt spel
- 1936 – Dödsskvadronen
- 1936 – Mannen som levde om sitt liv
- 1936 – Theodora leker med elden
- 1937 – Den skuggade blondinen
- 1938 – Min fru detektiven
- 1938 – Den mystiske doktor Clitterhouse
- 1939 – Envis som synden
- 1939 – Landet bortom lagen
- 1938 – Kjol- och rackartyg
- 1939 – Det sitter i benen
- 1939 – Eld och lågor
- 1940 – Fågel blå
- 1940 – Mannen med järnnävarna
- 1940 – Skojare gör karriär
- 1940 – Den osynliga kvinnan
- 1941 – Den stora lögnen
- 1941 – En kvinna minns...
- 1941 – Hennes svaga punkt
- 1943 – Karriär på Broadway
- 1943 – De stulo mitt land
- 1944 – Vi grevar och baroner
- 1944 – Seger över smärtan
- 1945 – Flickor, ohoj!
- 1945 – En stackars miljonär
- 1945 – Badflickan
- 1945 – Jag ger mig aldrig!
- 1945 – Högt spel i Saratoga
- 1947 – Katrin gör karriär
- 1947 – Här kommer en annan
- 1948 – Up in Central Park
- 1949 – Pionjären
- 1950 – Brinnande guld
- 1952 – Kjolar, ohoj!
- 1953–1955 – Topper (TV-serie)
- 1953 – Den stora premiären